# Independencia (Libertador)
Pour les articles homonymes, voir Independencia.
Independencia est l'une des deux paroisses civiles de la municipalité de Libertador dans l'État de Carabobo au Venezuela. Sa capitale est Tocuyito, chef-lieu de la municipalité, tout comme celle de l'autre paroisse civile de Tocuyito. 

## Géographie

### Démographie
La paroisse civile, outre sa capitale Tocuyito dont elle n'abrite que les quartiers méridionaux périphériques, comporte plusieurs localités :
- Agua Linda
- Algarrobal
- Barrera
  - Pueblo Nuevo
- Cachinche
- Chirguita
- Dominguera
- El Mosquitero
- El Naipe
- Campo de Carabobo
- Guafalito
  - El Tigre
  - Pirapira
- Gualembe
- La Araguata
- La Arenosa
- Palma Bonita
- Sabanita
- Santa Isabel
  - El Escondido
- Tocuyito

## Environnement
Le sud de la paroisse civile abrite l'important réservoir de Cachinche qu'elle partage avec les paroisses civiles voisines de Negro Primero de la municipalité de Valencia et Tinaquillo de la municipalité de Falcón dans l'État voisin de Cojedes.